# Irbid (gouvernement)
Het district Irbid (Arabisch: إربد) is een van de twaalf gouvernementen waarin Jordanië is verdeeld. De hoofdstad is Irbid. Het district heeft 925.736 inwoners.

## Nahias
Irbid is verdeeld in negen onderdistricten (Nahia):
1. Al-Qasabeh لواء القصبة
2. Bani Obaid لواء بني عبيد
3. Al-Mazar Al-Shamali لواء المزار الشمالي
4. Ramtha لواء الرمثا
5. Bani Kinaneh لواء بني كنانة
6. Koura لواء الكورة
7. Al-Aghwar Al Shamaliyyeh لواء الأغوار الشمالية
8. Taybeh لواء الطيبة
9. Wasatieh لواء الوسطية

Ajlun · Amman · Akaba · Balka · Irbid · Jerash · Kerak · Ma'an · Madaba · Mafrak · Tafilah · Zarka